# R.I.B.
R.I.B. è il sedicesimo album in studio della band thrash metal tedesca Tankard pubblicato dalla Nuclear Blast Records il 20 giugno 2014.
Come si può evincere dal titolo della title track, "R.I.B." è l'acronimo di "Rest in Beer", in assonanza con la nota espressione rest in peace (mentre "beer" significa birra).

## Tracce
1. War Cry – 3:53
2. Fooled by Your Guts – 3:06
3. R.I.B. (Rest in Beer) – 5:05
4. Riders of the Doom – 3:42
5. Hope Can't Die – 5:15
6. No One Hit Wonder – 3:07
7. Breakfast for Champions – 4:30
8. Enemy of Order – 3:31
9. Clockwise to Deadline – 4:36
10. The Party Ain't Over 'til We Say So – 3:21

## Formazione
- Andreas "Gerre" Geremia – voce
- Andreas Gutjahr – chitarra
- Frank Thorwarth – basso
- Olaf Zissel – batteria